# Deutenhausen (Schwangau)
Deutenhausen ist eine abgegangene Ortschaft auf dem Gebiet der bayerisch-schwäbischen Gemeinde Schwangau, die bei der Aufstauung des Forggensees in den 1950er Jahren untergegangen ist.

## Geographie
Der Weiler lag auf 775 m ü. NN, ca. 6 km nördlich des Ortes Schwangau und östlich des Lechs im heutigen Forggensee.
Bei Deutenhausen befand sich ein jahrhundertelang genutzter Steinbruch, der ebenfalls im Forggensee untergegangen ist und heute in der Liste der Geotope des Bayerischen Landesamts für Umwelt enthalten ist.

## Geschichte
Deutenhausen ist erstmals im Jahr 1201 erwähnt. Es lag in der Nähe einer römischen Verladestation. Dort wurden Waren von der Via Claudia auf Transportschiffe auf dem Lech umgeladen.
Das bayerische Urkataster zeigt Deutenhausen in den 1810er Jahren als einen Weiler mit fünf Herdstellen.
1950 lebten in dem Ort 48 Personen in 7 Wohngebäuden. Auch gab es eine Kapelle.
Beim Bau des Stausees Forggensee musste Deutenhausen abgebrochen werden und das Gebiet wurde 1954 überschwemmt. Für die 48 Bewohner wurden ortsnah neue Höfe gefunden oder neue Häuser gebaut. 14 Häuser aus Deutenhausen haben überlebt. Sie wurden im Herbst 1954 abgebrochen und in der Umgebung wieder aufgebaut. Heiligenfiguren aus der Deutenhausener Kapelle stehen heute in der Colomanskirche bei Schwangau.
Im Winter wird der Stausee abgelassen und die Reste mancher versunkenen Ortschaften werden wieder sichtbar.

## Weblink
- Lage Deutenhausen in der Zeitreise ca. 1950. In: BayernAtlas..